# Best Defense
Best Defense (La mejor defensa... ¡El ataque! en España, La mejor defensa... el ataque en México y La mejor defensa, el ataque en Perú) es una comedia estadounidense de 1984 dirigida por Willard Huyck y protagonizada por 
Dudley Moore, Eddie Murphy y Kate Capshaw. 
La película está basada en la novela de Robert Grossbach Easy and Hard Ways Out.

## Argumento
El gobierno estadounidense y la prestigiosa empresa Dynatechnics Incorporated tienen la intención, bajo el más alto secreto, de fabricar el más moderno supercarro de combate. Sin embargo, por un lado, el encargado del diseño es una persona que no tiene en cuenta el riesgo de lo que se trae entre manos, mientras que, por otor lado, el encargado de poner a prueba el nuevo invento es un disparatado jefe de carro de combate. Todo esto junto resulta finalmente explosivo cuando las autoridades se convencen de que el supercarro de combate debe probarse en un escenario real, con fuego auténtico.

## Reparto
| Actor               | Personaje            |
| ------------------- | -------------------- |
| Dudley Moore        | Wylie Cooper         |
| Eddie Murphy        | Teniente T.M. Landry |
| Kate Capshaw        | Laura Cooper         |
| George Dzundza      | Steve Loparino       |
| Helen Shaver        | Clair Lewis          |
| Mark Arnott         | Harvey Brank         |
| Peter Michael Goetz | Frank Joyner         |
| Tom Noonan          | Frank Holtzman       |

## Producción
Al principio se preparó el filme dándola a la película el título Easy and Hard Ways Out y Easy Way Out hasta que finalmente se tituló Best Defence, el título con el que la comedia luego se emnpezó a rodar.
La película se filmó entonces entre el 13 de octubre de 1983 y mediados en enero de 1984. Se filmó para hacerlo posible en Israel en las localidades de Acre, Jericó y Nebi Samuel y en los Estados Unidos en Los Ángeles, California.

## Recepción
En el presente la obra cinematográfica ha sido valorada en portales cinematográficos. En IMDb, con aproximadamente 6400 votos registrados por parte de los usuarios, la película obtiene una media ponderada de 3,8 sobre 10. En cuanto a Rotten Tomatoes, los más de 5000 votos registrados en el portal dieron a este filme una valoración media de 2,1 de 5.